# Terapeutas
Os Terapeutas (em latim: Therapeutae; palavra que significa, segundo Filão, "curandeiros" e, para o Pseudo-Dionísio, "servidores") e as Terapeutridas (em latim: Therapeutridae; as seguidoras da Ordem) constituíam uma Ordem cenobítica do Cristianismo primitivo, que se conhece actualmente através dos escritos do escritor judeu helenizado Filão de Alexandria que dela teve conhecimento pessoal no Lago Mareotis, perto de Alexandria, e que a caracteriza como vocacionada para a vida contemplativa, em contraste com a vida activa dos Essénios. Dedicavam-se a práticas ascéticas, à oração, meditação e leitura das escrituras, em regime de clausura, vivendo em celas individuais, onde passavam seis dias da semana, saindo apenas para as reuniões culturais de sábado. Comiam somente ao cair da noite e alguns ficavam de três a seis dias sem ingerir qualquer  alimento.
Ao contrário dos Essênios, admitiam mulheres como membros regulares, que, como os homens, levavam uma vida de total castidade. O centro da liturgia era celebrado aos sábados, descrito por Filão de Alexandria da seguinte forma: depois da oração inicial, vestidos de túnicas brancas, instalavam-se à mesa, homens à direita, mulheres à esquerda, deitados sobre grosseiros leitos recobertos de simples esteiras. O chefe da comunidade, em meio a um silêncio total, fazia então o comentário de uma passagem das Escrituras, segundo o método alegórico. O presidente levantava-se e entoava um hino, sendo o refrão repetido em coro pelo resto do grupo. Servida por noviços, seguia-se a refeição, que constava de pão, 'alimento puríssimo', água e sal. Terminada a refeição, iniciava-se a 'vigília santa'. Homens e mulheres dividiam-se em dois grupos das mesas e punham-se a cantar, ora em uníssono, ora alternadamente, acompanhando os hinos com palmas e batidas de pés, recordando a passagens pelo Mar Morto. Passavam assim toda noite, até a oração da alvorada, que recitavam de mãos voltadas para o sol nascente. Em seguida, cada um se recolhia à sua cela.